# Maybe Tomorrow (álbum)
Maybe Tomorrow es el quinto álbum de estudio publicado por The Jackson 5 en 1971. Lanzado después del éxito "I'll Be There", la mayoría de las pistas del disco son baladas, con unos números de baile. Maybe Tomorrow incluye los sencillos "Never Can Say Goodbye" y "Maybe Tomorrow". Aunque no son tan exitosos financieramente como otros sencillos, vendiendo más de 3,5 millones de copias en todo el mundo, Maybe Tomorrow contiene algunos de los más frecuencia en la muestra y el material cubierto en el catálogo del grupo.

## Lista de canciones
1. "Maybe Tomorrow" (The Corporation) – 4:41
2. "She's Good" (The Corporation) – 2:59
3. "Never Can Say Goodbye" (Clifton Davis) – 2:57
4. "The Wall" (Larson/Marcellino/Sawyer) – 3:03
5. "Petals" (The Corporation) – 2:34
6. "Sixteen Candles" (Dixon/Khent) – 2:45
7. "(We've Got) Blue Skies" (Bee/Clark/Stephenson/Wilkinson) – 3:21
8. "My Little Baby" (The Corporation) – 2:58
9. "It's Great to Be Here" (The Corporation) – 2:59
10. "Honey Chile" (originally performed by Martha Reeves & the Vandellas) (Richard Morris, Sylvia Moy) – 2:45
11. "I Will Find a Way" (The Corporation) – 2:57

### Pistas adicionales
En 2001, Motown Records junto todos los álbumes The Jackson 5 en Un CD de serie (como lo hicieron en la década de 1980). Este álbum fue emparejado con un tercer álbum. Los bonus tracks son "Sugar Daddy", el único tema nuevo en su serie de grandes éxitos, y "I'm So Happy", la cara B de ese sencillo.
- Datos: Q45681